# Haematopota noxialis
Haematopota noxialis är en tvåvingeart som beskrevs av Austen 1908. Haematopota noxialis ingår i släktet Haematopota och familjen bromsar. Inga underarter finns listade i Catalogue of Life.